# تيري كلاوسون
تيري كلاوسون (بالإنجليزية: Terry Clawson)‏ هو لاعب دوري الرغبي أسترالي، ولد في 9 أبريل 1940 في نورمانتون ‏ في المملكة المتحدة، وتوفي في 2 سبتمبر 2013 في Pontefract ‏ في المملكة المتحدة.